# タムワースFC
タムワース・フットボールクラブ（Tamworth Football Club）はイングランド、スタッフォードシャー州、タムワースを本拠地とするサッカークラブチームである。2017-2018シーズンはカンファレンス・ノース（6部相当）に所属。

## クラブ各種記録
リーグ最高位 
- 15位 カンファレンス・ナショナル 2004-2005

 最多観客動員数 
- 4,920 vs アザーストーン・タウン 1948

 一試合最多得点勝利試合 
- 14-4 vs ホルブローク・インスティチュート 1933

 一試合最多失点敗戦試合 
- 0-11 vs ソーリハル・ボロ 1940

## タイトル

### 国内タイトル
- サウザンフットボールリーグ・プレミアディヴィジョン:1回

2003-2004
- FA Vase:1回

1989
- サウザンフットボールリーグ・ディヴィジョン1・ミッドランズ:1回

1997
- ウェストミッドランズリーグ:4回

1964-1965,1966-1967,1972-1973,1988-1989
- ウエストミッドランズリーグ・リーグカップ:5回

1965,1966,1972,1986,1988
- バーミンガムシャー・シニアカップ:3回

1961,1966,1969
- スタッフォードシャー・シニアカップ:4回

1959,1964,1966,2002
- Harry Godfrey Trophy:2回

1994,1999

### 国際タイトル
- なし